# Marcus Sellius Honoratus

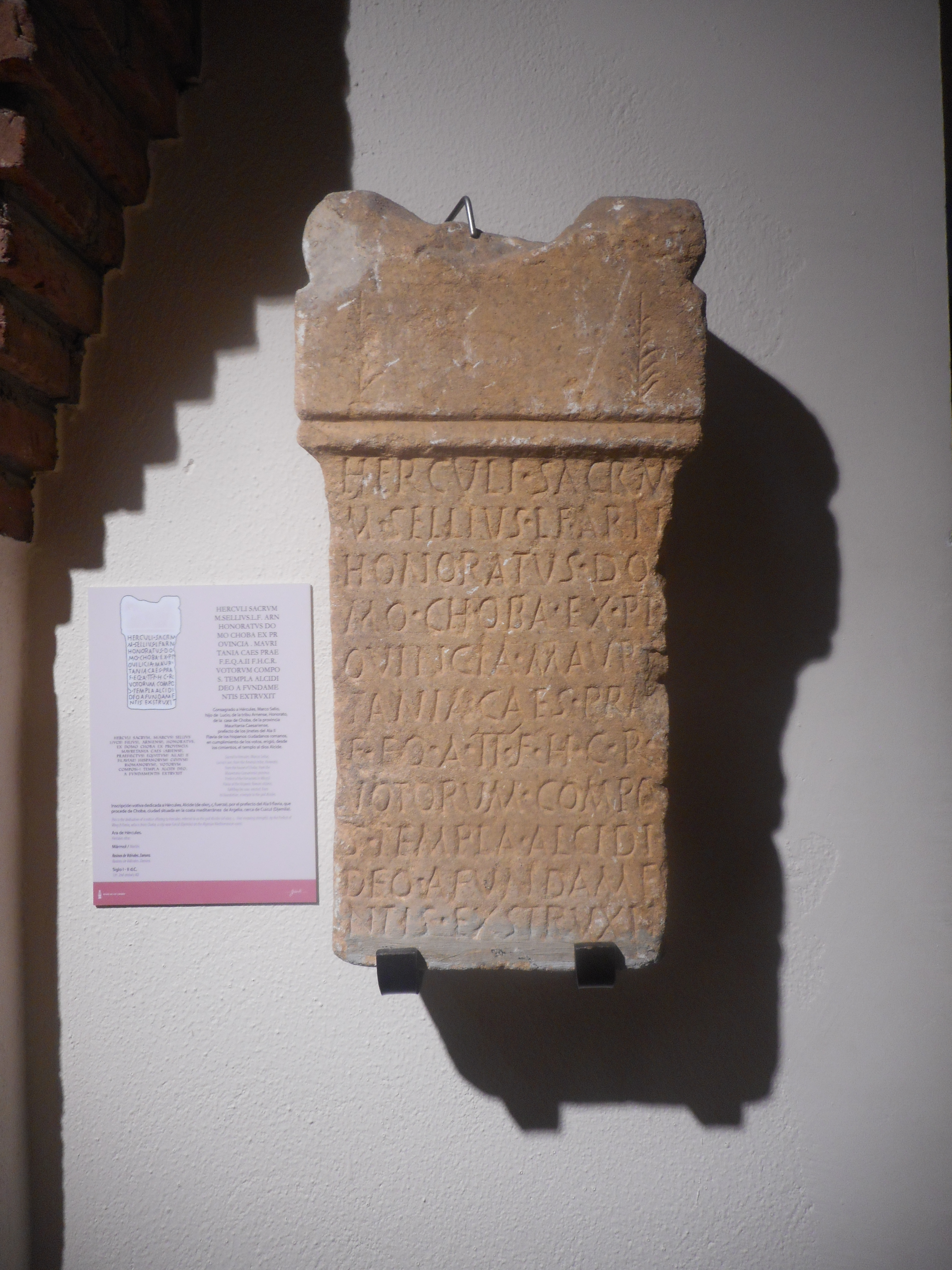
Der Altar mit der Inschrift

Marcus Sellius Honoratus (vollständige Namensform Marcus Sellius Luci filius Arnensi Honoratus) war ein im 2. Jahrhundert n. Chr. lebender Angehöriger des römischen Ritterstandes (Eques).
Durch eine Inschrift, die in Petavonium gefunden wurde, ist belegt, dass Honoratus Kommandeur (Praefectus equitum) der Ala II Flavia Hispanorum civium Romanorum war. Er errichtete die Inschrift zu Ehren des Hercules und hielt darin fest, dass er ihm mehrere Tempel erbauen ließ.
Honoratus war in der Tribus Arnensi eingeschrieben. Er stammte aus Choba (domo Choba) in der Provinz Mauretania Caesariensis.

## Datierung
Agustín Jiménez de Furundarena datiert die Inschrift in die zweite Hälfte des 2. Jahrhunderts.